# Ядкінвілл (Північна Кароліна)
Ядкінвілл (англ. Yadkinville) — місто (англ. town) в США, в окрузі Ядкін штату Північна Кароліна. Населення — 2995 осіб (2020).

## Географія
Ядкінвілл розташований за координатами 36°7′52″ пн. ш. 80°39′37″ зх. д. / 36.13111° пн. ш. 80.66028° зх. д. (36.130998, -80.660281).  За даними Бюро перепису населення США в 2010 році місто мало площу 7,23 км², з яких 7,20 км² — суходіл та 0,03 км² — водойми.

## Демографія
Згідно з переписом 2010 року, у місті мешкало 2959 осіб у 1083 домогосподарствах у складі 656 родин. Густота населення становила 409 осіб/км².  Було 1235 помешкань (171/км²).
Расовий склад населення:
| - 74,1 % — білих - 7,0 % — чорних або афроамериканців - 0,3 % — азіатів - 0,1 % — корінних американців - 17,2 % — осіб інших рас |

До двох чи більше рас належало 1,3 %. Частка іспаномовних становила 23,7 % від усіх жителів.
За віковим діапазоном населення розподілялося таким чином: 23,7 % — особи молодші 18 років, 55,5 % — особи у віці 18—64 років, 20,8 % — особи у віці 65 років та старші. Медіана віку мешканця становила 39,1 року. На 100 осіб жіночої статі у місті припадало 86,2 чоловіків;  на 100 жінок у віці від 18 років та старших — 79,1 чоловіків також старших 18 років.
Середній дохід на одне домашнє господарство  становив 44 756 доларів США (медіана — 33 500), а середній дохід на одну сім'ю — 54 985 доларів (медіана — 39 286). Медіана доходів становила 33 029 доларів для чоловіків та 30 526 доларів для жінок. За межею бідності перебувало 34,0 % осіб, у тому числі 51,6 % дітей у віці до 18 років та 10,8 % осіб у віці 65 років та старших.
Цивільне працевлаштоване населення становило 1113 осіб. Основні галузі зайнятості: виробництво — 24,0 %, роздрібна торгівля — 17,5 %, освіта, охорона здоров'я та соціальна допомога — 13,7 %.